# Jörgen Hjerdt
Jörgen Matti Hjerdt, född 20 juli 1973 i Göteborg, är en svensk manusförfattare, dramatiker och författare. Han har även regisserat kortfilmer och musikvideor.
Hjerdt är uppvuxen i Partille och Stenungsund. Han är utbildad vid Stockholms Filmskola och författarskolan vid Folkhögskolan Biskops-Arnö med inriktning på dramatik.
Hjerdt har förutom manus och dramatik, skrivit och publicerat poesi och kortprosa i litteraturtidskrifter som Argus, Ordinär och Folket i Bild/Kulturfront.
2015 debuterade Hjerdt som skönlitterär författare med Befriad på Weyler förlag, som uppmärksammades av flera tidningar.